# Hypolimnas diphridas
Hypolimnas diphridas är en fjärilsart som beskrevs av Hans Fruhstorfer 1912. Hypolimnas diphridas ingår i släktet Hypolimnas och familjen praktfjärilar. Inga underarter finns listade i Catalogue of Life.